# Bernardo Guardado
Bernardo Guardado Rodríguez (Carbayéu, 21 de febrero de 1913 - Avilés, 1982), también conocido como Lalo, fue un escritor en lengua asturiana. 

## Biografía
Nació en el barrio de Carbayéu, Avilés el 21 de febrero de 1913 y murió en el mismo lugar en 1982. Fue hijo de Encarna y de José. Tuvo una sola hermana: Carmina.
Se formó académica y culturalmente al mismo tiempo que estudiaba música, profesión que ejerció durante años en orquestas y la Banda de Música de Avilés, como añadido a su trabajo habitual en la fábrica de vidrio. Desde que era muy joven fue militante del Partido Socialista Obrero Español y La Unión General de Trabajadores. Impartió clases de alfabetización en la Casa del Pueblo y fue voluntario de Cruz Roja. Colaboraría, además, en los años anteriores al golpe de Estado del general Francisco Franco, con periódicos de la época, principalmente en Avance, que era el órgano del PSOE en Asturias.
Luchó como miliciano en la guerra civil española. Fue herido en el frente y más adelante detenido, juzgado y condenado a muerte por los golpistas. Más tarde esta condena fue conmutada por la de prisión, pero antes pasó por diversas cárceles, incluido el conocido penal de Burgos. Cuando salió en libertad regresó a Avilés donde colaboró con la organización socialista clandestina siendo detenido en alguna otra ocasión. Por todos estos acontecimientos no volvió a escribir hasta los años sesenta, después de la muerte de su esposa a la que dedica el poema "Desque se foi ella" mismo que nunca fue editado en alguno de sus libros. 
Realizó una importante difusión del "bable" en varios diarios asturianos como "La Voz de Asturias" y "El comercio". Fue dos veces ganador del concurso de Pregones en Bable que la Comisión Municipal de Festejos convocó con motivo de Las Fiestas del Bollo de Avilés por primera vez en el año 1969. Al año siguiente, él recibió una mención honorífica al realizar el primer y único trabajo en Bable que se había presentado hasta entonces en el concurso que se celebraba todos los años. En 1970 fue ganador de la medalla de oro en el certamen de Poesía Bable, convocado por "El Pueblo de Asturias" de Gijón. 
Publicó cuatro libros: "Xente y barrios d´Áviles", "Coses y cosadielles", "Cantando a Asturies" ilustrado con dibujos creados explícitamente para este libro por pintores Asturianos (Macarron; Càstor; Moreno ; Nicieza y Soria Gutiérrez) y "Más espines que roses". Este último fue publicado 10 años después de su muerte.
En teatro es autor de las comedias ¡Al diañu la castañal! (1974) y Tas fechu un bombón.

## Características de la obra
En todos ellos Guardado practica un tipo de poesía de rima fácil y gusto popular, que lo entronca con el grupo de autores de versos de esa clase que hubo en los años anteriores al Surdimientu. En 1976 da a imprentar un libro, Más espines que roses, que por diversas circunstancias no se pudo ver su publicación hasta 1992, diez años después de la muerte del autor. En esta obra, Bernardo Guardado, rompe con la tradición populista en la que hasta entonces se escribía y ensaya una poesía en la que el lirismo, lo moral y la señaldá son las bases sobre los que se articula un poema más cuidado en lo formal —aunque rayando casi siempre con la forma de romance, como en la mayoría de sus versos— y donde se busca una complicidad no sólo con la estética, sino también ética del lector. 
El sacerdote y también poeta, José Manuel Feito, en el prólogo escrito en 1976 a lo que tenía que ser la edición de Más espines que roses, sentencia rotundo: “Si el poema en bable va en serio, empieza a haber poesía”.

## Obra
- Xente y barrios d’Avilés /Bernardo Guardado Rodríguez ; prólogo de Venancio Ovies. — Avilés : [s.n.] , 1973.
- Coses y cosadielles: (Semblanzas en dialecto bable) /Bernardo Guardado Rodríguez ; prólogo de Víctor Urdangaray Argüelles. — Avilés : [s.n.] , 1975.
- Cantando a Asturias: (Poesía en bable) /Bernardo Guardado Rodríguez ; prólogo, Carmen Díaz Castañón ; epílogo, Víctor Urdangaray Argüelles. — Avilés : [s.n.] , 1976. —
- Más espines que roses / Bernardo Guardado ; prólogo de José Manuel Feito. — Oviedo : Trabe, 1992. — (La Fonte de Fascura ; 5).